# 24626 Astrowizard
24626 Astrowizard (1980 TS3) là một tiểu hành tinh vành đai chính được phát hiện ngày 9 tháng 10 năm 1980 bởi C. S. Shoemaker và E. M. Shoemaker ở Đài thiên văn Palomar.
Tên honors David V. Rodrigues (b. 1952) for educational outreach ngày astronomy to the public và school children, particularly by his wearing of a wizard outfit. Rodrigues is an astronomical lecturer ở the Morrison Planetarium ở the California Academy of Sciences in San Francisco. He also serves as the program director of the East Bay Astronomical Society which meets ở the Chabot Space & Science Center (Chabot Observatory).